# Брайоа
Бра́йоа (фар. Breiðá) — небольшая река в юго-западной части острова Воар, входящего в состав Фарерского архипелага; имеет субмеридиональное направление и протекает с севера на юг. Название реки переводится как «широкая река» («the broad river»). На Фарерских островах, имеется ещё порядка десятка рек и ручьёв с подобным названием.

## Географическое положение

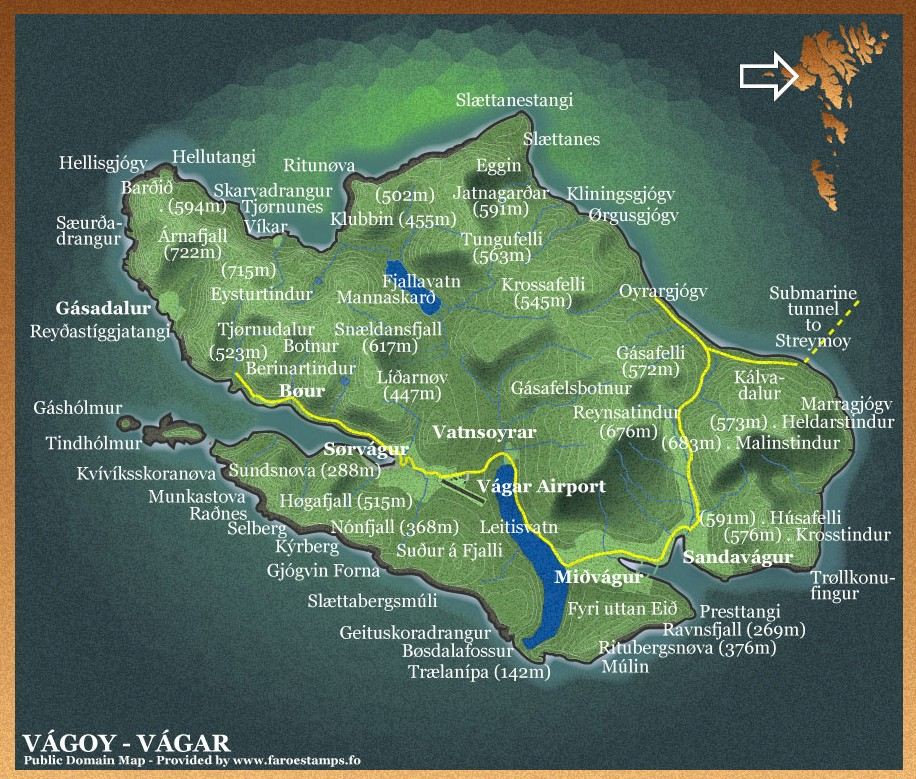
Брайоа расположена в юго-западной части острова Воар

Брайоа берёт начало в южной части озера Ватнсдальсватн (Vatnsdalsvatn) и впадает в северную часть фьорда Сёрвоагсфьордур (Sørvágsfjørður).
Река протекает между городом Сёрвоавур — к востоку от реки, и городом Бёур (Bøur) — к западу. На самой реке населённых пунктов нет. К востоку от истока реки расположена гора Луйаднёва (Líðarnøva) высотой 447 метров.

## Использование
В месте, где Брайоа впадает в залив, ведётся туристический и охотничий вылов рыбы. Также с мая по октябрь туристический лов рыбы ведётся близ истока реки — на озере Ватнсдальсватн.